# مروث نجمي
مروث نجمي (الاسم العلمي:Coprinus stellatus) هو نوع من الفطريات يتبع جنس المروث من الفصيلة المروثية.